# Layne Beachley
Layne Collette Beachley (Sídney, 24 de mayo de 1972) es una ex surfista profesional australiana que ganó en siete ocasiones el ASP World Tour.

## Biografía
A los cuatro años comenzó a surfear con la ayuda de su padre adoptivo, un salvavidas de Manly Beach. A los 14 años participó en su primer campeonato de surf y se convirtió en profesional tras terminar sus estudios secundarios, en 1989. Ganó su primer evento en 1993 y a partir de ahí fue ascendiendo en la clasificación mundial. En 1994 fue cuarta, en 1995 segunda, en 1996 tercera y en 1997 segunda nuevamente. En 1998 ganó cinco de los 11 eventos, proclamándose campeona del mundo por primera vez. En 1999 tuvo una lesión en la rodilla, pero ganó cuatro de los 14 eventos disputados dicha temporada, obteniendo su segundo título mundial. Al año siguiente volvió a ganar cuatro pruebas de las 9 disputadas, ganando su tercer título consecutivo. En 2001 y 2002 también obtuvo el título, aunque solo ganó dos eventos, uno en cada año. Con el título de 2002 se convirtió en la surfista con más títulos en la historia, superando a Freida Zamba, Wendy Botha y Lisa Anderson, que tenían cuatro títulos cada una. En 2003 ganó en dos ocasiones de los 5 eventos, obteniendo su sexto título mundial consecutivo.
En 2004 terminó en cuarta posición y en 2005 en quinta. En la octava y última prueba del ASP World Tour de 2008 anunció que se retiraba de la competición a tiempo completo, tras haber terminado en cuarto lugar de la clasificación final con 5210 puntos. A partir de entonces comenzó a participar en el campeonato Mundial ISA en categoría master (para mayores de 35 años).
En junio de 2016 anunció que había padecido una enfermedad mental antes de ganar su séptimo campeonato del mundo había pensado en suicidarse, a pesar de que aparentemente no la faltaba nada. Había tenido sentimientos de desesperanza debido a ser abandonada por su madre biológica tras el parto. Tras dejar la alta competición fue vicepresidenta de la Asociación Internacional de Surf, formando parte del comité ejecutivo. También ha realizado charlas motivacionales, y es la fundadora y directora de la Fundación Aim For The Stars. En 2015 fue nombrada presidenta de la Federación Australiana de Surf.

## Palmarés
- 7 veces campeona del Mundo del ASP World Tour.
- Campeona del Mundo Máster en 2013.
- Orden de Australia en 2015.[9]
- Tercera en el top 100 de la lista de deportistas australianas de todos los tiempos.[10]
- Finalista en los premios Westpac Thought Leaders en 2014.[11]
- Séptima surfista australiana más influyente de los últimos 50 años (2013).[12]

## Filmografía
- 2000 Peaches: The Core of Women's Surfing
- 2002 En el filo de las olas
- 2002 Women of the Beach (película de televisión documental)
- 2003 Billabong Odyssey (documental)
- 2003 Step Into Liquid (documental)
- 2003 Enough Rope with Andrew Denton (serie de televisión)
- 2003 The Modus Mix (video documental)
- 2004 Girl Surfer (película de televisión documental)
- 2004 110% Tony Squires (serie de televisión)
- 2004 Islands in the Stream (video documental)
- 2005-2010 20 to 1 (serie de televisión documental)
- 2005 Getaway (serie de televisión)
- 2005 You Remind Me of Me (video documental corto)
- 2006 David Tench Tonight (serie de televisión)
- 2006 Hypothetically Speaking (video documental corto)
- 2008 Mornings with Kerri-Anne (serie de televisión)
- 2008 Newcastle
- 2008 Undercover Coach (serie de televisión)
- 2009 Dancing with the Stars (serie de televisión)
- 2010 Beat the Star (serie de televisión)
- 2010 BlueGreen
- 2010 Going Vertical: The Shortboard Revolution (documental)
- 2010 Accidental Icon: The Real Gidget Story
- 2011-2013 Can of Worms (episodios 3.14 y 1.4) (serie de televisión)
- 2011 Top Gear Australia (serie de televisión documental)
- 2012 Pictures of You (serie de televisión)
- 2015 Soul Surfers (Finding Aloha) (serie de televisión)
- 2015 Australia: The Story of Us (Revolution y Risky Business) (serie de televisión documental)
- 2016: In Conversation with Alex Malley (serie de televisión)
- 2019: Bluey Surfer